# Тинос
Тинос (также известный как Тенос, греч. Τήνος; итал. Tine) — один из островов греческого архипелага Киклады, расположен в центральной части бассейна Эгейского моря. Ближайшие к нему острова — Андрос, Делос и Миконос. Площадь острова — 201 км². (по другим оценкам − 194 км²). Население — 8636 человек (2011). Основное занятие — туризм.

## История
Остров был заселён греками ещё в раннеантичные времена, затем был включён в состав Римской империи, когда он был известен под именами Офисса (от греч. офис -οφις- «змея») и Гидросса (от греч. гидор -υδωρ- «вода»). В 395—1204 годах находился под управлением Византии. После взятия Константинополя в 1204 году крестоносцами, Тинос был включен в состав Герцогства Архипелага (Наксосское герцогство), находящееся в зависимости от Венецианской республики. После начала интенсивных турецких атак на острова и оккупации большей их части, Венеция берёт Тинос под свой прямой контроль и продолжает контролировать острова до 1714 года. Отголоском тех событий является тот факт, что и по сегодняшний день католики составляют значительную часть населения острова, что весьма редкое явление в основном православной Греции. В 1715—1821 годах островом официально управляет Османская империя. В 1821—1830 в ходе греческой войны за независимость остров переходит под управление независимого греческого государства.
Храм Благовещения Богородицы  является всегреческим центром празднования дня Богородицы (15 августа).
Празднование 15 августа 1940 г. было омрачено торпедированием «неизвестной» (итальянской) подлодкой греческого крейсера «Элли» (см.Торпедирование крейсера Элли), на рейде Тиноса, в то время как Греция была ещё нейтральной страной. Вероломство этой атаки и оскорбление религиозных чувств греческого народа стали фактором греческой военной пропаганды в разразившейся через несколько месяцев (28 октября 1940 года) победоносной для греческого оружия войне с фашистской Италией.
В память о погибших моряках «Элли» корабли ВМФ Греции каждый год участвуют в праздновании 15 августа.
Остров богат мрамором и гранитом. Отчасти этим объясняется большое число местных мраморщиков и скульпторов самоучек. Как и в прошлые десятилетия мраморщики Тиноса и сегодня участвуют в реставрационных работах на афинском Акрополе.
Самый известный греческий скульптор XIX—XX веков Халепас, Яннулис (Γιαννουλης Χαλεπας, 1851—1938) — уроженец Тиноса.

## Населённые пункты
- Тинос с нас. около 5 тыс. (имеется церковь Святого Николая)
- Эксомвурго с нас. около 3 тыс. чел.
- Панормос с нас. около 1 тыс.

Климат острова — сухой средиземноморский, дефицит питьевой воды. Наблюдается постепенный отток населения на материк. Население острова — почти исключительно этнические греки — за последние сто лет значительно сократилось — с 12 тыс. до 8 в настоящее время.